# Fabio De Agostini
Fabio De Agostini (1933 – 2009) è stato un regista e sceneggiatore italiano.

## Biografia
Regista e sceneggiatore italiano di origine svizzera, fu attivo come regista con tre film per il cinema. Lavorò assiduamente per la RSI, televisione svizzera in lingua italiana.

## Filmografia

### Regista
- Lauta mancia (1957)
- Belle d'amore (1970)
- Le lunghe notti della Gestapo (1977)